# Nowa Wieś Mała (Grodków)
Pour les articles homonymes, voir Nowa Wieś Mała.
Nowa Wieś Mała est une localité polonaise du gmina de Grodków, située dans le powiat de Brzeg (voïvodie d'Opole).

## Histoire
De 1742 à 1945, Klein Neudorf fait partie de l'arrondissement de Grottkau dans le district d'Oppeln au sein de la province de Silésie.